# Gouvernement Moro IV
 (septembre 2023).
Si vous disposez d'ouvrages ou d'articles de référence ou si vous connaissez des sites web de qualité traitant du thème abordé ici, merci de compléter l'article en donnant les références utiles à sa vérifiabilité et en les liant à la section « Notes et références ».
République italienne
Rumor V Moro V
Le gouvernement Moro IV (Governo Moro IV, en italien) est le trente-et-unième gouvernement de la République italienne entre le 23 novembre 1974 et le 11 février 1976, durant la sixième législature du Parlement.

## Coalition et historique
Dirigé par l'ancien président du Conseil des ministres démocrate-chrétien Aldo Moro, il est soutenu par une coalition entre Démocratie chrétienne (DC) et le Parti républicain italien (PRI), qui disposent ensemble de 281 députés sur 630 à la Chambre des députés, soit 44,6 % des sièges, et de 140 sénateurs sur 322 au Sénat de la République, soit 43,5 % des sièges.
Il succède au cinquième gouvernement du démocrate-chrétien Mariano Rumor, formé par la DC, le Parti socialiste italien (PSI) et le Parti social-démocrate italien (PSDI), contraint à la démission après l'échec du référendum abrogatif de la loi sur le divorce, soutenu par la DC mais rejeté par les deux autres partis. Avec le retrait du PRI, il remet sa démission et cède rapidement le pouvoir au gouvernement Moro V, constitué uniquement de démocrates-chrétiens.

## Composition

### Initiale (23 novembre 1974)
- Les nouveaux ministres sont indiqués en gras, ceux ayant changé d'attributions en italique.

| Fonction | Titulaire | Titulaire                                | Parti |
| --- | --------- | ---------------------------------------- | ----- |
| Président du Conseil des ministres                                                                                       |           | Aldo Moro                                | DC    |
| Vice-président du Conseil des ministres                                                                                  |           | Ugo La Malfa                             | PRI   |
| Ministres sans portefeuille                                                                                              |           |                                          |       |
| Ministre pour l'Organisation de l'administration publique                                                                |           | Francesco Cossiga                        | DC    |
| Ministre pour les Affaires régionales                                                                                    |           | Tommaso Morlino                          | DC    |
| Ministre pour les Biens culturels et l'Environnement                                                                     |           | Giovanni Spadolini (jusqu'au 14/12/1974) | PRI   |
| Ministre pour la coordination des Initiatives pour la recherche scientifique et technologiques                           |           | Mario Pedini                             | DC    |
| Ministres |           |                                          |       |
| Ministre des Affaires étrangères                                                                                         |           | Mariano Rumor                            | DC    |
| Ministre de l'Intérieur                                                                                                  |           | Luigi Gui                                | DC    |
| Ministre des Grâces et de la Justice                                                                                     |           | Oronzo Reale                             | DC    |
| Ministre du Budget et de la Programmation économique Ministre pour les Interventions extraordinaires dans le Mezzogiorno |           | Giulio Andreotti                         | DC    |
| Ministre des Finances |           | Bruno Visentini                          | PRI   |
| Ministre du Trésor |           | Emilio Colombo                           | DC    |
| Ministre de la Défense                                                                                                   |           | Arnaldo Forlani                          | DC    |
| Ministre de l'Instruction publique                                                                                       |           | Franco Malfatti                          | DC    |
| Ministre des Travaux publics                                                                                             |           | Pietro Bucalossi                         | PRI   |
| Ministre de l'Agriculture et des Forêts                                                                                  |           | Giovanni Marcora                         | DC    |
| Ministre des Transports                                                                                                  |           | Mario Martinelli                         | DC    |
| Ministre des Postes et des Télécommunications                                                                            |           | Giulio Cesare Orlando                    | DC    |
| Ministre de l'Industrie, du Commerce et de l'Artisanat                                                                   |           | Carlo Donat-Cattin                       | DC    |
| Ministre du Travail et de la Sécurité sociale                                                                            |           | Mario Toros                              | DC    |
| Ministre du Commerce extérieur                                                                                           |           | Ciriaco De Mita                          | DC    |
| Ministre de la Marine marchande                                                                                          |           | Giovanni Gioia                           | DC    |
| Ministre des Participations de l'État                                                                                    |           | Antonio Bisaglia                         | DC    |
| Ministre de la Santé |           | Antonino Gullotti                        | DC    |
| Ministre du Tourisme et du Divertissement                                                                                |           | Adolfo Sarti                             | DC    |
| Ministre pour les Biens culturels et l'Environnement (créé le 14/12/1974)                                                |           | Giovanni Spadolini                       | PRI   |